# 長谷川まさ子
長谷川 まさ子（はせがわ まさこ、1962年〈昭和37年〉10月29日 - ）は、日本の芸能リポーター、事件リポーターである。ラジオ番組アシスタントを担当していた時は本名の長谷川 昌子名義であった。

## 来歴
群馬県出身。跡見学園女子大学文学部文化学科在学中の3年生の時から緑山スタジオ内の役者養成塾であった「緑山塾」に在籍していた。1984年、TBSラジオのアシスタント募集のオーディションに参加し合格。跡見女子大卒業後、『鈴木くんのこんがりトースト』のアシスタントデビュー。その後、『大沢悠里のゆうゆうワイド』放送開始から7年6月の間、初代パートナーとして出演した。平行してバラエティ番組や広報番組のリポーターをしていたが、後に『3時にあいましょう』の出演を機に、芸能リポーターに転身。『3時に - 』での初リポートは1987年5月4日の、三浦友和・百恵夫妻の新居紹介であった。
身長153cm。趣味は芝居鑑賞。

## 出演番組

### 現在

#### テレビ
- 大下容子ワイド!スクランブル （テレビ朝日）
- あさパラ! （読売テレビ）- 不定期ゲストパートナー
- お笑いワイドショー マルコポロリ! （関西テレビ）
- 朝生ワイド す・またん!／ZIP!（関西ローカルパート） （読売テレビ）- 月～金曜日（不定期）[6]
- 上沼・高田のクギズケ! （読売テレビ・中京テレビ）
- キャッチ! （中京テレビ）
- ワイドナショー （フジテレビ）
- 特盛!よしもと 今田・八光のおしゃべりジャングル (読売テレビ)
- 情報ライブ ミヤネ屋 (読売テレビ)
- キャスト （朝日放送テレビ）
- まるごと（静岡第一テレビ）

#### ラジオ
- おはようワイド Goodモーニング（TBCラジオ）- 「デイクリック」第1・第3水曜芸能情報担当
- まるごと!エンタメ〜ション (STVラジオ)

### 過去の出演番組

#### テレビ
- 3時にあいましょう（TBSテレビ）
- 奥さま広場（TBSテレビ）
- 朝のホットライン（TBSテレビ）
- こんにちは2時（テレビ朝日）
- 地球・知りたい気分! （テレビ東京）
- 日本大通り情報（テレビ東京）
- ビッグモーニング（TBSテレビ）
- 朝一番天気!あさ天（日本テレビ）
- 趣味百科 家庭水族館（NHK教育テレビ）
- パワーワイド（テレビ朝日）
- スーパーモーニング（テレビ朝日）
- ビッグトゥデイ（フジテレビ）
- 2時のホント（フジテレビ）
- ズームイン!!SUPER （中京テレビ）ローカルパート
- なるトモ! （読売テレビ）
- ぴーかんテレビ（東海テレビ）
- おはZIP! （中京テレビ）
- ぷれサタ! （東海テレビ）
- ハピくるっ! （関西テレビ）
- ブラックスキャンダル (テレビドラマ) ‐ 十勝マサコ
- 今日感テレビ（RKB毎日放送）

#### ラジオ
- ミュージック・ハイウェイ（TBSラジオ）
- クローズアップにっぽん（TBSラジオ）[1]
- 鈴木くんのこんがりトースト（TBSラジオ）- 1985年4月 - 1986年4月、アシスタント[1]
- 大沢悠里のゆうゆうワイド（TBSラジオ）- 1986年4月7日 - 1993年12月28日、火曜パートナー[1]
- サウンド夢工房 夢のたてがみ（NHK-FM）
- It's FINE]（FM愛知）

#### CM
- マルハ「味なソーセージ」
- 霧島ハム「大人の黒」

#### ウェブテレビ
- 今夜、釈明しますm(_ _)m  慰謝料1億円&8股疑惑を釈明&追及SP（2017年4月30日、AbemaGOLDチャンネル）[7] - 記者
- 今夜、釈明しますm(_ _)m #2（2017年5月27日、AbemaSPECIAL2チャンネル）[8][9]

## 連載
- 取材ココだけトーク（白夜書房『月刊 懸賞なび』内のコラム）

### 過去の連載
- 長谷川まさ子のすっぴんトーク（白夜書房『月刊Audition』内のコラム）